# Predsednik vlade Srbije
Predsednik vlade Srbije (srbsko cirilsko премијер Србије, latinizirano: premijer Srbije; ženski spol: премијерка/premijerka), uradno predsednica vlade Republike Srbije (srbsko cirilsko председник Владе Републике Србије, latinizirano: predsednik Vlade Republike Srbije; ženski spol: председница/predsednica) je vodja vlade Srbije.(str.38) Odgovoren za vodenje in usmerjanje dela vlade in državnemu zboru predložitev in predstavitev njenega delovnega programa parlamentu (narodni skupščini), vključno s seznamom predlaganih ministrov. Odstop predsednika vlade ima za posledico razrešitev vlade.
Prvi na čelu srbske vlade je bil Matija Nenadović, ki je postal predsednik vlade 27. avgusta 1805. Predsednik Srbije Aleksandrer Vučić je tri mesece po zmagi svoje Srbske napredne stranke (SNS) na parlamentarnih volitvah sporočil ime uradnega mandatarja nove srbske vlade in bodočega predsednika vlade Miloša Vučevića. Izvolil in imenoval pa ga je skupaj z svojim kabinetom parlament 2. maja 2024.

## Zgodovina položaja
V času revolucionarne Srbije je bil naziv glavnega izvršnega ministra Predsednik upravnega sveta (srbsko cirilsko Председник правитељствујушчег совјета сербског, latinizirano: Predsednik praviteljstvujuščeg sovjeta serbskog; dob. »Predsednik vladajočega srbskega sovjeta«). Svet sprva ni imel ministrov, ampak le člane, leta 1811 pa so ustanovili ministrstva v smislu modernih vladnih oddelkov. Vlada je prenehala delovati kot posledica neuspeha Prve srbske vstaje 3. oktobra 1813, vendar je kasneje nadaljevala delovanje v izgnanstvu v Hotinu, ki je takrat spadal pod Ruski imperij. To delovanje v izgnanstvu je trajalo od konca 1813 do leta 1814.
Vlada je bila obnovljena 21. novembra 1815 po uspehu druge srbske vstaje, ko je bila ustanovljena samostojna kneževina Srbija. Kneževini je s trdo roko vladal Miloš Obrenović, ki je moral zaradi uporov 1839 zapustiti oblast. V tem obdobju je bil vodja srbske vlade znan pod uradnim nazivom Knežji predstavnik (Књажевски представител / Knjaževski predstavnik). Čeprav je Srbija leta 1835 uvedla ustavno vlado, je naziv "Knežji predstavnik" ostal uraden vse do leta 1861. 
Od leta 1861 do 1903 se je vodja vlade imenoval Predsednik ministrstva (Председник министарства / Predsednik ministarstva).
Od leta 1903 do ustanovitve Kraljevine Srbov, Hrvatov in Slovencev 1. decembra 1918 se je vodja vlade imenoval Predsednik ministrskega sveta (Председник Министарского совета / Председатель Министерского совета).
Po koncu druge svetovne vojne in padcu nacistične okupacije je Srbija ustanovila svojo vlado, ki jo je določila Komunistična partija Jugoslavije, kot alternativo vladi, ki jo je septembra 1941 postavila Nemčija. Sprva je bil 'vodja vlade' do 7. marca 1945 imenovan kot Predsednik izvršnega sveta Vrhovnega narodnoosvobodilnega sveta, pred formalno ustanovitvijo federativne Jugoslavije. Po ustanovitvi Socialistične federativne republike Jugoslavije je bilo za vsako od republik, vključno s Srbijo, ustanovljeno posebno ministrstvo, kar se je zgodilo 9. aprila 1945. Vlade so vodili Predsednik vlade do 3. februarja 1953, Predsednik izvršnega sveta do 15. januarja 1991 in od takrat ponovno Predsednik vlade. Čeprav so bili uradni nazivi vodij vlade različni, se je v vsakdanji rabi in zlasti v medijih pogosto uporablja tudi izraz Premier.

## Seznam predsednikov vlade Srbije

### Revolucionarna Srbija (1804–1813)
| No. | Portret            | Ime (Rojen – Umrl)                     | Mandat            | Mandat            | Mandat          | Kabinet      | Vodja države (Grand Vožd) (vladavina)  | Ref                 |
| No. | Portret            | Ime (Rojen – Umrl)                     | Prevzel funkcijo  | Zapustil funkcijo | Trajanje        | Kabinet      | Vodja države (Grand Vožd) (vladavina)  | Ref                 |
| --- | ------------------ | -------------------------------------- | ----------------- | ----------------- | --------------- | ------------ | -------------------------------------- | ------------------- |
| 1   | Matija Nenadović   | Matija Nenadović (1777–1854)           | 27. avgust 1805   | april 1807        | 1 leto, 217 dni | М. Nenadović | Đorđe Petrović (Karađorđe) (1804–1813) | [ 2 ] [ 11 ] [ 12 ] |
| 2   | Mladen Milovanović | Mladen Milovanović (1760–1823)         | April 1807        | 31 December 1810  | 3 leta, 274 dni | Milovanović  | Đorđe Petrović (Karađorđe) (1804–1813) | :70                 |
| 3   | Jakov Nenadović    | Jakov Nenadović (1765–1836)            | 31. december 1810 | 11. januar 1811   | 0 let, 11 dni   | Ј. Nenadović | Đorđe Petrović (Karađorđe) (1804–1813) | :70–74              |
| 4   | Đorđe Petrović     | Đorđe Petrović (Karađorđe) (1768–1817) | 11. januar 1811   | 3. oktober 1813   | 2 leti, 265 dni | Petrović     | Đorđe Petrović (Karađorđe) (1804–1813) | :73–74              |

### Kneževina Srbija (1815–1882)
Konzervativna stranka
      Liberalna stranka
      Srbska napredna stranka
      Neodvisni
| No.                                  | Portret                       | Ime (Rojen – Umrl)                                                  | Mandat             | Mandat             | Stranka                            | Stranka                 | Opomba | Vodja države                |
| ------------------------------------ | ----------------------------- | ------------------------------------------------------------------- | ------------------ | ------------------ | ---------------------------------- | ----------------------- | --- | --------------------------- |
| Knežji predstavniki 1815–1861        |                               |                                                                     |                    |                    |                                    |                         | | Vodja države                |
| Grand Vožd (1815–17)Prince (1817–82) |                               |                                                                     |                    |                    |                                    |                         | |                             |
| 5                                    | Petar Nikolajević Moler       | Petar Nikolajević Moler Петар Николајевић Молер (1775–1816)         | 21. november 1815  | 16. maj 1816       |                                    | Neodvisni               | | Miloš Obrenović (1815–1839) |
| 6                                    | Jevrem Obrenović              | Jevrem Obrenović Јеврем Обреновић (1790–1856)                       | 1821               | 1826               |                                    | Neodvisni               | The youngest brother of Prince Miloš Obrenović.                                                                   | Miloš Obrenović (1815–1839) |
| 7                                    |                               | Miloje Todorović Милоје Тодоровић (1762–1832)                       | 1826               | 1826               |                                    | Neodvisni               | | Miloš Obrenović (1815–1839) |
| 8                                    | Dimitrije Davidović           | Dimitrije Davidović Димитрије Давидовић (1789–1839)                 | 1826               | 1829               |                                    | Neodvisni               | | Miloš Obrenović (1815–1839) |
| 9                                    |                               | Koca Marković Коца Марковић (1795–1836)                             | 15. februar 1835   | 28. marec 1836     |                                    | Neodvisni               | | Miloš Obrenović (1815–1839) |
| N/A                                  | Tenka Stefanović              | Tenka Stefanović Стефан Стефановић Тенка (1797–1865)                | 28. marec 1836     | 26. februar 1839   |                                    | Neodvisni               | Začasni. | Miloš Obrenović (1815–1839) |
| 10                                   | Avram Petronijević            | Avram Petronijević Аврам Петронијевић (1791–1852)                   | 26. februar 1839   | 7. april 1840      |                                    | Neodvisni               | Prvi mandat. | Miloš Obrenović (1815–1839) |
| 10                                   | Avram Petronijević            | Avram Petronijević Аврам Петронијевић (1791–1852)                   | 26. februar 1839   | 7. april 1840      | Mihailo Obrenović (1839–1842)      | Neodvisni               | Prvi mandat. |                             |
| –                                    |                               | Paun Janković Паун Јанковић (1808–1865)                             | 7. april 1840      | 15. maj 1840       |                                    | Neodvisni               | Začasni. |                             |
| 11                                   |                               | Đorđe Protić Ђорђе Протић (1793–1857)                               | 15. maj 1840       | 7. september 1842  |                                    | Neodvisni               | |                             |
| (10)                                 | Avram Petronijević            | Avram Petronijević Аврам Петронијевић (1791–1852)                   | 7. september 1842  | 6. oktober 1843    |                                    | Neodvisni               | Drugi mandat. |                             |
| (10)                                 | Avram Petronijević            | Avram Petronijević Аврам Петронијевић (1791–1852)                   | 7. september 1842  | 6. oktober 1843    | Alexander Karađorđević (1842–1858) | Neodvisni               | Drugi mandat. |                             |
| 12                                   | Aleksa Simić                  | Aleksa Simić Алекса Симић (1800–1872)                               | 6. oktober 1843    | 11. oktober 1844   |                                    | Neodvisni               | Prvi mandat. |                             |
| (10)                                 | Avram Petronijević            | Avram Petronijević Аврам Петронијевић (1791–1852)                   | 11. oktober 1844   | 22. april 1852     |                                    | Neodvisni               | Tretji mandat. Umrl v Konstantinoplu med uradnim obiskom Otomanskega cesarstva.                                   |                             |
| 13                                   | Ilija Garašanin               | Ilija Garašanin Илија Гарашанин (1812–1874)                         | 22. april 1852     | 26. marec 1853     |                                    | Neodvisni               | Prvi mandat. |                             |
| (12)                                 | Aleksa Simić                  | Aleksa Simić Алекса Симић (1800–1872)                               | 26. marec 1853     | 28.. december 1855 |                                    | Neodvisni               | Drugi mandat. |                             |
| 14                                   |                               | Aleksa Janković Алекса Јанковић (1806–1869)                         | 28.. december 1855 | 10. junij 1856     |                                    | Neodvisni               | |                             |
| –                                    | Stefan Marković               | Stefan Marković Стефан Марковић (1804–1864)                         | 10. junij 1856     | 28. september 1856 |                                    | Neodvisni               | Začasni. |                             |
| (12)                                 | Aleksa Simić                  | Aleksa Simić Алекса Симић (1800–1872)                               | 28. september 1856 | 1. julij 1857      |                                    | Neodvisni               | Tretji mandat. |                             |
| 15                                   | Stevan Marković               | Stefan Marković Стефан Марковић (1804–1864)                         | 1. julij 1857      | 12. junij 1858     |                                    | Neodvisni               | |                             |
| 16                                   | Stevan Magazinović            | Stevan Magazinović Стеван Магазиновић (1804–1874)                   | 12. junij 1858     | 18. april 1859     |                                    | Neodvisni               | |                             |
| 16                                   | Stevan Magazinović            | Stevan Magazinović Стеван Магазиновић (1804–1874)                   | 12. junij 1858     | 18. april 1859     | Miloš Obrenović (1858–1860)        | Neodvisni               | |                             |
| 17                                   |                               | Cvetko Rajović Цветко Рајовић (1793–1873)                           | 18. april 1859     | 8. november 1860   |                                    | Neodvisni               | |                             |
| 17                                   | Mihailo Obrenović (1860–1868) | Cvetko Rajović Цветко Рајовић (1793–1873)                           | 18. april 1859     | 8. november 1860   |                                    | Neodvisni               | |                             |
| 18                                   | Filip Hristić                 | Filip Hristić Филип Христић (1819–1905)                             | 8. november 1860   | 21. oktober 1861   |                                    | Neodvisni               | |                             |
| Predsedniki ministrstva 1861–1882    |                               |                                                                     |                    |                    |                                    |                         | |                             |
| (13)                                 | Ilija Garašanin               | Ilija Garašanin Илија Гарашанин (1812–1874)                         | 21. oktober 1861   | 15. november 1867  |                                    | Konzervativna stranka   | Drugi mandat. |                             |
| 19                                   | Jovan Ristić                  | Jovan Ristić Јован Ристић (1831–1899)                               | 15. november 1867  | 3.. december 1867  |                                    | Liberalna stranka       | Prvi mandat. |                             |
| 20                                   | Nikola Hristić                | Nikola Hristić Никола Христић (1818–1911)                           | 3.. december 1867  | 3. julij 1868      |                                    | Konzervativna stranka   | Prvi mandat. |                             |
| 20                                   | Nikola Hristić                | Nikola Hristić Никола Христић (1818–1911)                           | 3.. december 1867  | 3. julij 1868      | Milan Obrenović (1868–1882)        | Konzervativna stranka   | Prvi mandat. |                             |
| 21                                   | Đorđe Cenić                   | Đorđe Cenić Ђорђе Ценић (1825–1903)                                 | 3. julij 1868      | 8 August 1869      |                                    | Konzervativna stranka   | |                             |
| 22                                   | Radivoje Milojković           | Radivoje Milojković Радивоје Милојковић (1833–1888)                 | 8 August 1869      | 22 August 1872     |                                    | Liberalna stranka       | Odstranjen s položaja, ko je princ Milan Obrenović, star osemnajst let, postal polnoleten in imenoval novo vlado. |                             |
| 23                                   | Milivoje Petrović Blaznavac   | Milivoje Petrović Blaznavac Миливоје Петровић Блазнавац (1824–1873) | 22 August 1872     | 5. april 1873      |                                    | Neodvisni               | Vojaški častnik (general). Umrl naravne smrti med mandatom.                                                       |                             |
| (19)                                 | Jovan Ristić                  | Jovan Ristić Јован Ристић (1831–1899)                               | 5. april 1873      | 3. november 1873   |                                    | Liberalna stranka       | Drugi mandat; začasno do 14. aprila 1873                                                                          |                             |
| 24                                   | Jovan Marinović               | Jovan Marinović Јован Мариновић (1821–1893)                         | 3. november 1873   | 7. december 1874   |                                    | Srbska napredna stranka | |                             |
| 25                                   | Aćim Čumić                    | Aćim Čumić Аћим Чумић (1836–1901)                                   | 7. december 1874   | 3. februar 1875    |                                    | Srbska napredna stranka | |                             |
| 26                                   |                               | Danilo Stefanović Данило Стефановић (1815–1886)                     | 3. februar 1875    | 31 August 1875     |                                    | Konzervativna stranka   | |                             |
| 27                                   |                               | Stevča Mihailović Стевча Михаиловић (1804–1888)                     | 31 August 1875     | 8. oktober 1875    |                                    | Liberalna stranka       | Prvi mandat. |                             |
| 28                                   | Ljubomir Kaljević             | Ljubomir Kaljević Љубомир Каљевић (1841–1907)                       | 8. oktober 1875    | 6. maj 1876        |                                    | Srbska napredna stranka | |                             |
| (27)                                 |                               | Stevča Mihailović Стевча Михаиловић (1804–1888)                     | 6. maj 1876        | 13. oktober 1878   |                                    | Liberalna stranka       | Drugi mandat. |                             |
| (19)                                 | Jovan Ristić                  | Jovan Ristić Јован Ристић (1831–1899)                               | 13. oktober 1878   | 2. november 1880   |                                    | Liberalna stranka       | Tretji mandat. |                             |
| 29                                   | Milan Piroćanac               | Milan Piroćanac Милан Пироћанац (1837–1897)                         | 2. november 1880   | 6. marec 1882      |                                    | Srbska napredna stranka | |                             |

### Kraljevina Srbija (1882–1918)
Srbska napredna stranka
      Konzervativna stranka
      Liberalna stranka
      Narodna radikalna stranka
      Neodvisna radikalna stranka
      Neodvisni
| No.                                      | Portret                   | Ime (Rojen – Umrl)                                              | Mandat             | Mandat             | Stranka | Stranka                     | Opomba | Monarh                          |
| ---------------------------------------- | ------------------------- | --------------------------------------------------------------- | ------------------ | ------------------ | ------- | --------------------------- | --- | ------------------------------- |
| Predsedniki ministrstva 1882–1903        |                           |                                                                 |                    |                    |         |                             | | Monarh                          |
| (29)                                     | Milan Piroćanac           | Milan Piroćanac Милан Пироћанац (1837–1897)                     | 6. marec 1882      | 3. oktober 1883    |         | Srbska napredna stranka     | | Milan Obrenović (1882–1889)     |
| (20)                                     | Nikola Hristić            | Nikola Hristić Никола Христић (1818–1911)                       | 3. oktober 1883    | 19. februar 1884   |         | Konzervativna stranka       | Drugi mandat. | Milan Obrenović (1882–1889)     |
| 30                                       | Milutin Garašanin         | Milutin Garašanin Милутин Гарашанин (1843–1908)                 | 19. februar 1884   | 13. junij 1887     |         | Srbska napredna stranka     | | Milan Obrenović (1882–1889)     |
| (19)                                     | Jovan Ristić              | Jovan Ristić Јован Ристић (1831–1899)                           | 13. junij 1887     | 1. januar 1888     |         | Liberalna stranka           | Četrti mandat. | Milan Obrenović (1882–1889)     |
| 31                                       | Sava Grujić               | Sava Grujić Сава Грујић (1840–1913)                             | 1. januar 1888     | 27. april 1888     |         | Narodna radikalna stranka   | Prvi mandat. | Milan Obrenović (1882–1889)     |
| (20)                                     | Nikola Hristić            | Nikola Hristić Никола Христић (1818–1911)                       | 27. april 1888     | 19. januar 1889    |         | Konzervativna stranka       | Tretji mandat. | Milan Obrenović (1882–1889)     |
| 32                                       | Kosta Protić              | Kosta Protić Коста Протић (1831–1892)                           | 19 January 1889    | 7. marec 1889      |         | Neodvisni                   | Vojaški častnik (general). | Milan Obrenović (1882–1889)     |
| (31)                                     | Sava Grujić               | Sava Grujić Сава Грујић (1840–1913)                             | 7. marec 1889      | 23. februar 1891   |         | Narodna radikalna stranka   | Drugi mandat. | Alexander Obrenović (1889–1903) |
| 33                                       | Nikola Pašić              | Nikola Pašić Никола Пашић (1845–1926)                           | 23. februar 1891   | 22 August 1892     |         | Narodna radikalna stranka   | Prvi mandat. | Alexander Obrenović (1889–1903) |
| 34                                       | Jovan Avakumović          | Jovan Avakumović Јован Авакумовић (1841–1928)                   | 22. avgust 1892    | 13. april 1893     |         | Liberalna stranka           | Prvi mandat. Odstranjen s položaja, ko je kralj Alexander Obrenović, star sedemnajst let, je izvedel državni udar, se razglasil za polnoletnega in odpustil regente ter njihovo vlado. | Alexander Obrenović (1889–1903) |
| 35                                       | Lazar Dokić               | Lazar Dokić Лазар Докић (1845–1893)                             | 13. april 1893     | 5. december 1893   |         | Narodna radikalna stranka   | Umrl naravne smrti med mandatom. | Alexander Obrenović (1889–1903) |
| (31)                                     | Sava Grujić               | Sava Grujić Сава Грујић (1840–1913)                             | 5. december 1893   | 24. januar 1894    |         | Narodna radikalna stranka   | Tretji mandat. | Alexander Obrenović (1889–1903) |
| 36                                       | Đorđe Simić               | Đorđe Simić Ђорђе Симић (1843–1921)                             | 24. januar 1894    | 3. april 1894      |         | Narodna radikalna stranka   | Prvi mandat. | Alexander Obrenović (1889–1903) |
| 37                                       | Svetomir Nikolajević      | Svetomir Nikolajević Светомир Николајевић (1844–1922)           | 3. april 1894      | 27. oktober 1894   |         | Narodna radikalna stranka   | | Alexander Obrenović (1889–1903) |
| (20)                                     | Nikola Hristić            | Nikola Hristić Никола Христић (1818–1911)                       | 27. oktober 1894   | 7. julij 1895      |         | Konzervativna stranka       | Četrti mandat. | Alexander Obrenović (1889–1903) |
| 38                                       | Stojan Novaković          | Stojan Novaković Стојан Новаковић (1842–1915)                   | 7. julij 1895      | 27. december 1896  |         | Srbska napredna stranka     | Prvi mandat. | Alexander Obrenović (1889–1903) |
| (36)                                     | Đorđe Simić               | Đorđe Simić Ђорђе Симић (1843–1921)                             | 27 December 1896   | 19. oktober 1897   |         | Narodna radikalna stranka   | Drugi mandat. | Alexander Obrenović (1889–1903) |
| 39                                       | Vladan Đorđević           | Vladan Đorđević Владан Ђорђевић (1844–1930)                     | 19. oktober 1897   | 25. julij 1900     |         | Srbska napredna stranka     | | Alexander Obrenović (1889–1903) |
| 40                                       | Aleksa Jovanović          | Aleksa Jovanović Алекса Јовановић (1846–1920)                   | 25. julij 1900     | 3. april 1901      |         | Neodvisni                   | | Alexander Obrenović (1889–1903) |
| 41                                       | Mihailo Vujić             | Mihailo Vujić Михаило Вујић (1853–1913)                         | 3. april 1901      | 20. oktober 1902   |         | Narodna radikalna stranka   | | Alexander Obrenović (1889–1903) |
| 42                                       | Petar Velimirović         | Petar Velimirović Петар Велимировић (1848–1921)                 | 20. oktober 1902   | 20. november 1902  |         | Narodna radikalna stranka   | Prvi mandat. | Alexander Obrenović (1889–1903) |
| 43                                       | Dimitrije Cincar-Marković | Dimitrije Cincar-Marković Димитрије Цинцар-Марковић (1849–1903) | 20. november 1902  | 11. junij 1903     |         | Neodvisni                   | Vojaški častnik (general). Umorjen med Majskim državnim udarom. | Alexander Obrenović (1889–1903) |
| Predsedniki ministrskega sveta 1903–1918 |                           |                                                                 |                    |                    |         |                             | |                                 |
| (34)                                     | Jovan Avakumović          | Jovan Avakumović Јован Авакумовић (1841–1928)                   | 11. junij 1903     | 4. oktober 1903    |         | Liberalna stranka           | Drugi mandat. | Peter Karađorđević (1903–1918)  |
| (31)                                     | Sava Grujić               | Sava Grujić Сава Грујић (1840–1913)                             | 4. oktober 1903    | 10. december 1904  |         | Narodna radikalna stranka   | Četrti mandat. | Peter Karađorđević (1903–1918)  |
| (33)                                     | Nikola Pašić              | Nikola Pašić Никола Пашић (1845–1926)                           | 10. december 1904  | 28. maj 1905       |         | Narodna radikalna stranka   | Drugi mandat. | Peter Karađorđević (1903–1918)  |
| 44                                       | Ljubomir Stojanović       | Ljubomir Stojanović Љубомир Стојановић (1860–1930)              | 28. maj 1905       | 7. marec 1906      |         | Neodvisna radikalna stranka | | Peter Karađorđević (1903–1918)  |
| (31)                                     | Sava Grujić               | Sava Grujić Сава Грујић (1840–1913)                             | 7. marec 1906      | 29. april 1906     |         | Narodna radikalna stranka   | Peti mandat. | Peter Karađorđević (1903–1918)  |
| (33)                                     | Nikola Pašić              | Nikola Pašić Никола Пашић (1845–1926)                           | 29. april 1906     | 20. julij 1908     |         | Narodna radikalna stranka   | Tretji mandat. | Peter Karađorđević (1903–1918)  |
| (42)                                     | Petar Velimirović         | Petar Velimirović Петар Велимировић (1848–1921)                 | 20. julij 1908     | 22. februar 1909   |         | Narodna radikalna stranka   | Drugi mandat. | Peter Karađorđević (1903–1918)  |
| (38)                                     | Stojan Novaković          | Stojan Novaković Стојан Новаковић (1842–1915)                   | 22. februar 1909   | 24. oktober 1909   |         | Srbska napredna stranka     | Drugi mandat. | Peter Karađorđević (1903–1918)  |
| (33)                                     | Nikola Pašić              | Nikola Pašić Никола Пашић (1845–1926)                           | 24. oktober 1909   | 4. julij 1911      |         | Narodna radikalna stranka   | Četrti mandat. | Peter Karađorđević (1903–1918)  |
| 45                                       | Milovan Milovanović       | Milovan Milovanović Милован Миловановић (1863–1912)             | 4. julij 1911      | 18. junij 1912     |         | Narodna radikalna stranka   | Umrl naravne smrti med mandatom. | Peter Karađorđević (1903–1918)  |
| 46                                       | Marko Trifković           | Marko Trifković Марко Трифковић (1864–1928)                     | 18. junij 1912     | 12. september 1912 |         | Narodna radikalna stranka   | | Peter Karađorđević (1903–1918)  |
| (33)                                     | Nikola Pašić              | Nikola Pašić Никола Пашић (1845–1926)                           | 12. september 1912 | 1. december 1918   |         | Narodna radikalna stranka   | Peti mandat. Postal začasni Predsednik vlade Jugoslavije 1. decembra 1918. | Peter Karađorđević (1903–1918)  |

### Socialistična republika Srbija v SFR Jugoslaviji (1945–1992)
Zveza komunistov Jugoslavije
      Socialistična stranka Srbije
| No.                                                                      | Portret                      | Ime (Rojen – Umrl)                                        | Mandat            | Mandat            | Stranka | Stranka                                                   | Opomba |
| ------------------------------------------------------------------------ | ---------------------------- | --------------------------------------------------------- | ----------------- | ----------------- | ------- | --------------------------------------------------------- | --- |
| Predsednik izvršnega sveta Vrhovnega narodnoosvobodilnega svet 1941–1945 |                              |                                                           |                   |                   |         |                                                           | |
| –                                                                        |                              | Petar Stambolić Петар Стамболић (1912–2007)               | . september 1941  | 7. marec 1945     |         | Komunistična partija Jugoslavije                          | |
| Minister for Serbia 1945                                                 |                              |                                                           |                   |                   |         |                                                           | |
| –                                                                        |                              | Jaša Prodanović Јаша Продановић (1867–1948)               | 7. marec 1945     | 9. april 1945     |         | Komunistična partija Jugoslavije                          | |
| Predsedniki vlade 1945–1953                                              |                              |                                                           |                   |                   |         |                                                           | |
| 1 (47)                                                                   |                              | Blagoje Nešković Благоје Нешковић (1907–1984)             | 9. april 1945     | 5. september 1948 |         | Komunistična partija Jugoslavije                          | |
| 2 (48)                                                                   |                              | Petar Stambolić Петар Стамболић (1912–2007)               | 5. september 1948 | 5. februar 1953   |         | Komunistična partija Jugoslavije (preimenovana leta 1952) | |
| 2 (48)                                                                   | Zveza komunistov Jugoslavije | Petar Stambolić Петар Стамболић (1912–2007)               | 5. september 1948 | 5. februar 1953   |         |                                                           | |
| Predsednik izvršnega sveta 1953–1991                                     |                              |                                                           |                   |                   |         |                                                           | |
| (2) (48)                                                                 |                              | Petar Stambolić Петар Стамболић (1912–2007)               | 5. februar 1953   | 16. december 1953 |         | Zveza komunistov Jugoslavije                              | |
| 3 (49)                                                                   |                              | Jovan Veselinov Јован Веселинов (1906–1982)               | 16. december 1953 | 6. april 1957     |         | Zveza komunistov Jugoslavije                              | |
| 4 (50)                                                                   |                              | Miloš Minić Милош Минић (1914–2003)                       | 6. april 1957     | 9. junij 1962     |         | Zveza komunistov Jugoslavije                              | |
| 5 (51)                                                                   |                              | Slobodan Penezić Krcun Слободан Пенезић Крцун (1918–1964) | 9. junij 1962     | 6. november 1964  |         | Zveza komunistov Jugoslavije                              | Ubit v sumljivi prometni nesreči. |
| –                                                                        |                              | Stevan Doronjski Стеван Дороњски (1919–1981)              | 6. november 1964  | 17. november 1964 |         | Zveza komunistov Jugoslavije                              | Začasni (po smrti Penezića) |
| 6 (52)                                                                   |                              | Dragi Stamenković Драги Стаменковић (1920–2004)           | 17. november 1964 | 6. junij 1967     |         | Zveza komunistov Jugoslavije                              | |
| 7 (53)                                                                   |                              | Đurica Jojkić Ђурица Јојкић (1914–1981)                   | 6. junij 1967     | 7. maj 1969       |         | Zveza komunistov Jugoslavije                              | |
| 8 (54)                                                                   |                              | Milenko Bojanić Миленко Бојанић (1924–1987)               | 7. maj 1969       | 6. maj 1974       |         | Zveza komunistov Jugoslavije                              | |
| 9 (55)                                                                   |                              | Dušan Čkrebić Душан Чкребић (1927–2022)                   | 6. maj 1974       | 6. maj 1978       |         | Zveza komunistov Jugoslavije                              | |
| 10 (56)                                                                  |                              | Ivan Stambolić Иван Стамболић (1936–2000)                 | 6. maj 1978       | 5. maj 1982       |         | Zveza komunistov Jugoslavije                              | |
| 11 (57)                                                                  |                              | Branislav Ikonić Бранислав Иконић (1928–2002)             | 5. maj 1982       | 6. maj 1986       |         | Zveza komunistov Jugoslavije                              | |
| 12 (58)                                                                  |                              | Desimir Jevtić Десимир Јевтић (1938–2017)                 | 6. maj 1986       | 5. december 1989  |         | Zveza komunistov Jugoslavije                              | |
| 13 (59)                                                                  |                              | Stanko Radmilović Станко Радмиловић (1936–2018)           | 5. december 1989  | 15 January 1991   |         | Zveza komunistov Jugoslavije (until 1990)                 | Pan-jugoslovanska Zveza komunistov Jugoslavije je bila januarja 1990 razpuščena v šest političnih strank (ena za vsako republiko), v Srbiji je to bila Socialistična stranka Srbije. |
| 13 (59)                                                                  | Socialistična stranka Srbije | Stanko Radmilović Станко Радмиловић (1936–2018)           | 5. december 1989  | 15 January 1991   |         |                                                           | Pan-jugoslovanska Zveza komunistov Jugoslavije je bila januarja 1990 razpuščena v šest političnih strank (ena za vsako republiko), v Srbiji je to bila Socialistična stranka Srbije. |

### Republika Srbija v ZR Jugoslaviji / Srbija in Črna gora (1992–2006)
Socialistična stranka Srbije
      Demokratska stranka
      Democratic Alternative
      Socialnodemokratska unija
      Srbska demokratska stranka
| No.                             | Portret            | Ime (Rojen – Umrl)                                | Mandat                                                  | Stranka     | Stranka                                                  | Kabinet      | Sestava                                                        | Volitve                                                        |
| ------------------------------- | ------------------ | ------------------------------------------------- | ------------------------------------------------------- | ----------- | -------------------------------------------------------- | ------------ | -------------------------------------------------------------- | -------------------------------------------------------------- |
| Predsedniki vlade od 1991 dalje |                    |                                                   |                                                         |             |                                                          |              |                                                                |                                                                |
| 1 (60)                          |                    | Dragutin Zelenović Драгутин Зеленовић (1928–2020) | 11. februar 1991 – 23. december 1991                    |             | Socialistična stranka Srbije                             | Zelenović    | SPS                                                            | 1990                                                           |
| 2 (61)                          |                    | Radoman Božović Радоман Божовић (born 1953)       | 23. december 1991 – 10. februar 1993                    |             | Socialistična stranka Srbije                             | Božović      | SPS                                                            | 1990                                                           |
| 3 (62)                          | Nikola Šainović    | Nikola Šainović Никола Шаиновић (born 1948)       | 10. februar 1993 – 18. marec 1994                       |             | Socialistična stranka Srbije                             | Šainović     | SPS (minority government s podporo SRS)                        | 1992                                                           |
| 4 (63)                          |                    | Mirko Marjanović Мирко Марјановић (1937–2006)     | 18. marec 1994 – 24. oktober 2000                       |             | Socialistična stranka Srbije                             | Marjanović I | SPS–ND                                                         | 1993                                                           |
| 4 (63)                          | Marjanović II      | Mirko Marjanović Мирко Марјановић (1937–2006)     | 18. marec 1994 – 24. oktober 2000                       | SPS–JUL–SRS | Socialistična stranka Srbije                             | 1997         |                                                                |                                                                |
| 5 (64)                          |                    | Milomir Minić Миломир Минић (born 1950)           | 25. oktober 2000 – 25 January 2001                      |             | Socialistična stranka Srbije                             | Minić        | SPS–DOS–SPO (prehodna vlada oblikovana po Buldožer revoluciji) | SPS–DOS–SPO (prehodna vlada oblikovana po Buldožer revoluciji) |
| 6 (65)                          | Zoran Đinđić       | Zoran Đinđić Зоран Ђинђић (1952–2003)             | 25. januar 2001 – 12. marec 2003 (umorjen med mandatom) |             | Demokratska stranka (Demokratska opozicija Srbije)       | Đinđić       | DOS                                                            | 2000                                                           |
| –                               | Nebojša Čović      | Nebojša Čović Небојша Човић (born 1958)           | 12. marec 2003 – 17. marec 2003                         |             | Democratic Alternative (Demokratska opozicija Srbije)    | Acting       | DOS                                                            | 2000                                                           |
| –                               | Žarko Korać        | Žarko Korać Жарко Кораћ (born 1947)               | 17. marec 2003 – 18. marec 2003                         |             | Socialnodemokratska unija (Demokratska opozicija Srbije) | Acting       | DOS                                                            | 2000                                                           |
| 7 (66)                          | Zoran Živković     | Zoran Živković Зоран Живковић (born 1960)         | 18. marec 2003 – 4. marec 2004                          |             | Demokratska stranka (Demokratska opozicija Srbije)       | Živković     | DOS                                                            | 2000                                                           |
| 8 (67)                          | Vojislav Koštunica | Vojislav Koštunica Војислав Коштуница (born 1944) | 4. marec 2004 – 5. junij 2006                           |             | Srbska demokratska stranka                               | Koštunica I  | DSS–G17+–SPO–NS (minority government s podporo SPS)            | 2003                                                           |

### Republika Srbija (2006–danes)
Srbska demokratska stranka
      Demokratska stranka
      Socialistična stranka Srbije
      Srbska napredna stranka
      Neodvisni
| No.                       | Portret            | Ime (Rojen – Umrl)                                | Mandat                           | Stranka                                   | Stranka                         | Kabinet              | Sestava                                             | Volitve                  | Predsednik | Predsednik                   |
| ------------------------- | ------------------ | ------------------------------------------------- | -------------------------------- | ----------------------------------------- | ------------------------------- | -------------------- | --------------------------------------------------- | ------------------------ | ---------- | ---------------------------- |
| Premierji (od 2006 dalje) |                    |                                                   |                                  |                                           |                                 |                      |                                                     |                          | Predsednik | Predsednik                   |
| 1 (67)                    | Vojislav Koštunica | Vojislav Koštunica Војислав Коштуница (born 1944) | 5. junij 2006 – 7. julij 2008    |                                           | Srbska demokratska stranka      | Koštunica I          | DSS–G17+–SPO–NS (minority government s podporo SPS) | 2003                     |            | Boris Tadić (2006–2012)      |
| 1 (67)                    | Vojislav Koštunica | Vojislav Koštunica Војислав Коштуница (born 1944) | 5. junij 2006 – 7. julij 2008    | Koštunica II                              | Srbska demokratska stranka      | DS–DSS–G17+ NS–SDP   | 2007                                                |                          |            | Boris Tadić (2006–2012)      |
| 2 (68)                    | Mirko Cvetković    | Mirko Cvetković Мирко Цветковић (born 1950)       | 7. julij 2008 – 27. julij 2012   |                                           | Neodvisni                       | Cvetković            | DS–SPS–G17+–SDPS PUPS–SPO–SDAS                      | 2008                     |            | Boris Tadić (2006–2012)      |
| 3 (69)                    | Ivica Dačić        | Ivica Dačić Ивица Дачић (born 1966)               | 27. julij 2012 – 27. april 2014  |                                           | Socialistična stranka Srbije    | Dačić                | SNS–SPS–SDPS PUPS–NS–SDAS–PS URS (until 2013)       | 2012                     |            | Tomislav Nikolić (2012–2017) |
| 4 (70)                    | Aleksandar Vučić   | Aleksandar Vučić Александар Вучић (born 1970)     | 27. april 2014 – 31. maj 2017    |                                           | Srbska napredna stranka         | Vučić I              | SNS–SPS SDPS–PS–NS                                  | 2014                     |            | Tomislav Nikolić (2012–2017) |
| 4 (70)                    | Aleksandar Vučić   | Aleksandar Vučić Александар Вучић (born 1970)     | 27. april 2014 – 31. maj 2017    | Vučić II                                  | Srbska napredna stranka         | SNS–SPS SDPS–PS–PUPS | 2016                                                |                          |            | Tomislav Nikolić (2012–2017) |
| –                         | Ivica Dačić        | Ivica Dačić Ивица Дачић (born 1966)               | 31. maj 2017 – 29. junij2017     |                                           | Socialistična stranka Srbije    | SNS–SPS SDPS–PS–PUPS | 2016                                                | Začasni                  |            | Aleksandar Vučić (2017–)     |
| 5 (71)                    | Ana Brnabić        | Ana Brnabić Ана Брнабић (born 1975)               | 29. junij 2017 – 20. marec 2024  |                                           | Neodvisni (until. oktober 2019) | Brnabić              | 2016                                                | SNS–SPS–SDPS PS–PUPS–SNP |            | Aleksandar Vučić (2017–)     |
| 5 (71)                    | Ana Brnabić        | Ana Brnabić Ана Брнабић (born 1975)               | 29. junij 2017 – 20. marec 2024  | Srbska napredna stranka (od oktober 2019) |                                 | Brnabić              | 2016                                                | SNS–SPS–SDPS PS–PUPS–SNP |            | Aleksandar Vučić (2017–)     |
| 5 (71)                    | Ana Brnabić        | Ana Brnabić Ана Брнабић (born 1975)               | 29. junij 2017 – 20. marec 2024  | Brnabić II                                | SNS–SPS–SPAS SDPS–PUPS–PS–SNP   | 2020                 |                                                     |                          |            | Aleksandar Vučić (2017–)     |
| 5 (71)                    | Ana Brnabić        | Ana Brnabić Ана Брнабић (born 1975)               | 29. junij 2017 – 20. marec 2024  | Brnabić III.                              | SNS–SPS–DSHV–SDPS PUPS–JS–SPP   | 2022                 |                                                     |                          |            | Aleksandar Vučić (2017–)     |
| –                         | Ivica Dačić        | Ivica Dačić Ивица Дачић (rojen 1966)              | 20. marec 2024 – 2. maj 2024     |                                           | SNS–SPS–DSHV–SDPS PUPS–JS–SPP   | 2022                 | Socialistična stranka Srbije                        | Začasni                  |            | Aleksandar Vučić (2017–)     |
| 6 (72)                    | Miloš Vučević      | Miloš Vučević Милош Вучевић (born 1974)           | 2. maj 2024 – 16. april 2025     |                                           | Srbska napredna stranka         | Vučević              | SNS–SPS–DSHV–SDPS PUPS–PS–SNP–SPP–SSZ               | 2023                     |            | Aleksandar Vučić (2017–)     |
| 7 (73)                    |                    | Đuro Macut Ђуро Мацут (born 1963)                 | 16 april 2025 – Nosilec funkcije |                                           | Neodvisni                       | Macut                | SNS–SPS–SDPS PUPS–SNP–SPP–SSZ                       | 2023                     |            | Aleksandar Vučić (2017–)     |